# Kittamaquindi
Kittamaquindi (Kittamaqueink, 'mjesto starog velikog dabra' - Hewitt). Glavno selo Conoy (Piscataway) Indijanaca u Marylandu 1639. Te su godine isusovci ondje osnovali misiju, koja je 1642. preseljena u Potapaco zbog prodora Conestoga i njihovih saveznika. Prema Brintonu, selo je bilo na spoju Tinkers creeka s Piscatawayom, nekoliko milja iznad Potomaca, u okrugu Prince George, Maryland.